# Kasteel Pellenberg

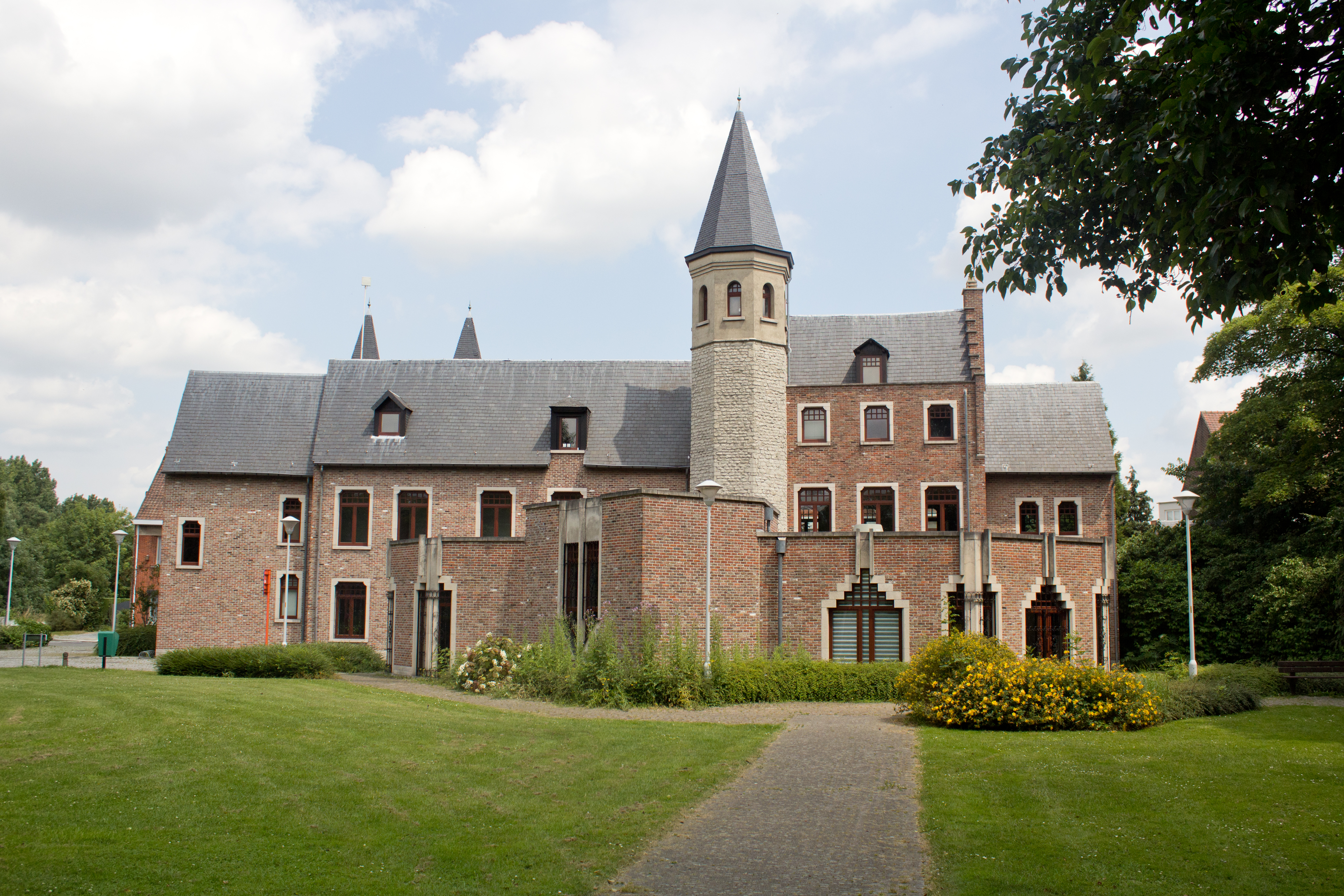
Kasteel Pellenberg

Het Kasteel Pellenberg is een kasteel in de Vlaams-Brabantse plaats Machelen, gelegen aan de Vilvoordelaan 43.

## Geschiedenis
Van oorsprong lag hier, aan de Woluwe, een burcht die de zetel was van de heren van Machelen. De burcht werd zwaar beschadigd tijdens de godsdiensttwisten en in 1594 was er slechts een ruïne van overgebleven.
Omstreeks 1648 werd de burcht hersteld in Vlaamse renaissancestijl, met behoud van het oudere woonhuis en de toren. Begin 18e eeuw was het een omgracht buitengoed en in 1792 werd het domein gekocht door Melchior Joseph Alexandre de Villegas de Pellenberg.
In 1926 werd het kasteel een rustoord en pension. Midden 20e eeuw werd het een appartementengebouw en in 1986 werd het door de gemeente aangekocht. Het werd ingrijpend gerestaureerd en in 1991 werd het een sociaal-cultureel centrum en bibliotheek.

## Gebouw
Van het gebouw zijn vooral het poortgebouw, geflankeerd door twee torentjes, en het achtkante torentje uit 1648, belangrijke overblijfselen van de vroegere gebouwen.